# Romita (okręg Sălaj)
Romita – wieś w Rumunii, w okręgu Sălaj, w gminie Românași. W 2011 roku liczyła 271 mieszkańców.